# Heering
 For alternative betydninger, se Heering (slægt).
Heering, tidligere Peter F. Heering, er en tidligere dansk producent af kirsebærlikør, grundlagt 1818. I to omgange var virksomheden også et rederi. Virksomheden lukkede i 2001 og eksisterer nu kun som varemærke.

## Historie
Virksomhedens grundlægger, Peter F. Heering (1792-1875), der udvidede, fra en beskeden begyndelse som urtekræmmer og fabrikant af Cherry Heering, forretningen til at omfatte også engroshandel og rederivirksomhed. Med tiden kom han til at eje 10 på Bornholm byggede sejlskibe. I 1838 erhvervede Peter F. Heering en ejendom på Christianshavn – opført 1785 og nu kaldet Heerings Gård – hvor firmaet efter mange udvidelser havde til huse. I forbindelse med flytningen opgav han detailforretningen. Senere faldt også rederivirksomhed og engroshandel bort, hvorefter firmaet udelukkende beskæftigede sig med fabrikation og salg af likører, først og fremmest den verdensberømte Cherry Heering, der eksporteres til så at sige hver eneste plet på kloden og nyder internationalt ry.
Efter 2. verdenskrigs afslutning steg såvel det indenlandske salg som eksporten meget stærkt, hvilket krævede, at firmaet udvidede. På firmaets kirsebærplantage i Dalby ved Haslev opførtes derfor en ny fabriksbygning i 1947, og denne blev suppleret med en lignende bygning i 1949 og 1950. Parallelt med tekniske udvidelser og forbedringer arbejdede man stadig på at fremme den danske kirsebæravl, og firmaet udplantede i årene omkring 1950 op mod 50.000 træer.
Firmaet, der var dansk, engelsk, svensk og hollandsk hofleverandør, overgik ved Peter F. Heerings død i 1875 til hans søn, Peter N. Heering (1838-1924). Denne var indehaver til 1914, siden henholdsvis 1902 og 1905 med sønnerne William (1876-1936) og Harald (1879-1933) som medindehavere. William og Harald Heering var aktive indehavere af firmaet til deres død. Fabrikant Peter Heering (1908-1987), der var søn af fabrikant William Heering, og som blev optaget som medindehaver i 1934, var fra 1936 eneindehaver af firmaet.
Under Besættelsen var Heerings æblevin Patria populær.
Femte generation, Peter Heerings børn William Heering (født 1937) og Peter Heering (født 1934), var fra 1969 begge medejere af Peter F. Heering. Oliekrisen ramte selskabet hårdt, og i 1977 blev Heerings Gård solgt til Privatbanken. Samtidig ophørte rederivirksomheden (se nedenfor).
Peter F. Heering blev i 1990 som solvent selskab solgt til Danisco, der videresolgte det til det svenske Spritcentralen. I april 2001 blev Peter F. Heering A/S lukket, og aktiviteterne i Svendborg blev flyttet til Vingaarden i Odense.

### Rederiet
Rederiet eksisterede fra 1833 til 1876 som Peter F. Heering. I 1957 blev rederiet genoplivet som Cherry Heering Line og nåede at få leveret seks nybygninger, inden det blev nedlagt igen i 1977.